# Cisco PIX
Pour les articles homonymes, voir PIX.

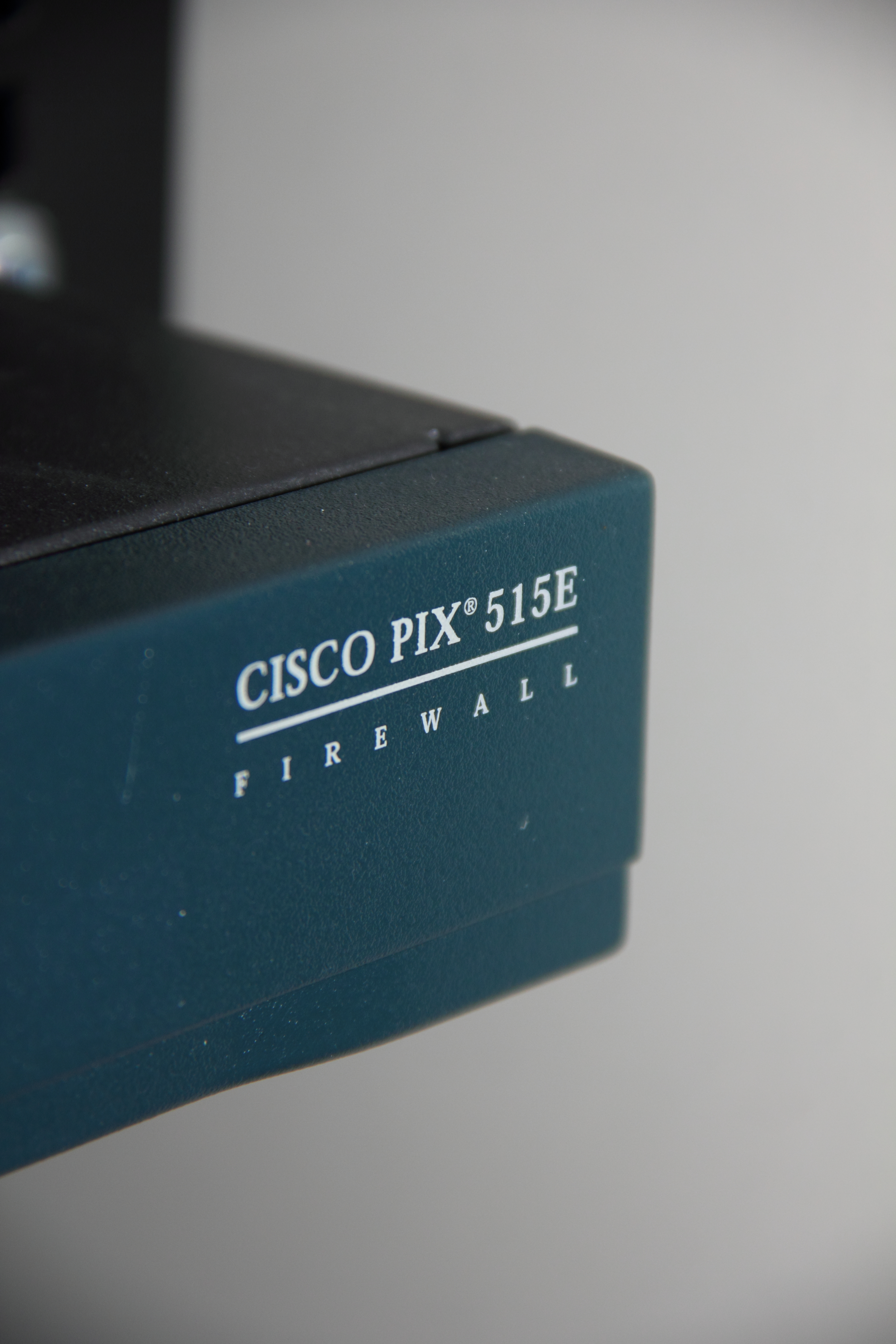
Boîtier Cisco Pix 515E.

Cisco PIX (Private Internet EXchange) est le boîtier pare-feu qui était vendu par la société Cisco Systems. Il est maintenant remplacé par la série Cisco ASA. 

## Origines
Ce pare-feu a été originellement conçu par Brantley Coile et John Mayes de la société Network Translation Inc. Cette société a été achetée en 1995 par Cisco Systems qui vend maintenant la technologie PIX et continue son développement.

## Cisco FWSM
Lorsque le PIX 6.3 est sorti, Cisco a aussi sorti une version haut de gamme et destinée à être insérée dans un Catalyst 6500 ou un routeur 7600: le Cisco FWSM (FireWall Service Module).
Le Cisco FWSM a entre autres, des cartes d'accélération d'access-list.
L'intérêt de s'insérer dans un châssis 6500/7600 est d'être connecté directement sur le fond de panier du châssis, ce qui permet d'atteindre de très hautes performances. La FWSM n'a pas de port Ethernet physique ni de port console. La connexion de la carte sur le fond de panier se fait à l'aide d'un pseudo channel à 6 giga. La carte est une entité indépendante au sein du châssis, l'accès au CLI (identique au PIX/ASA) se faisant en "sautant" sur le module depuis la carte de supervision. La configuration ne s'applique plus sur des interfaces physiques mais sur des interfaces vlan, exactement comme sur un commutateur de niveau 3.

## Cisco ASA / Cisco CSC-SSM
Depuis début 2005, Cisco a lancé une gamme de boîtiers (ASA 5510, 5520 et 5540) appelée Cisco ASA pour  Adaptive Security Appliance. En effet, ces boîtiers peuvent recevoir une petite carte d'extension appelée Cisco CSC-SSM (Content Security and Control Security Services Module) et capable de faire du filtrage d'URL, du filtrage de contenu, de l'anti-hameçonnage et de l'anti-spam. Cette carte d'extension qui est un ordinateur complet fait tourner un Système d'exploitation et un IDS/IPS autonome.

## Versions PIX/ASA
- pre 5.X

ces versions correspondent à la période ou le PIX n'appartenait pas à Cisco.
- 5.X et 6.X

ces versions font suite à une fusion au niveau syntaxe avec Cisco IOS. Par exemple, les commandes access-list se ressemblent beaucoup.
- 7.X
ce sont les dernières versions qui correspondent à la sortie des boîtiers Cisco ASA contenant un binaire exactement égal à celui du PIX, mais pour un matériel beaucoup plus récent et puissant.
  - La flash est maintenant gérée par un File System ce qui permet de manipuler la startup-config.
  - La pile SSH accepte le SSH v2 et le SCP (secure copy protocol).

## Versions FWSM
- FWSM 1.X ~ PIX 6.3
- FWSM 2.X
- FWSM 3.X ~ PIX 7.X

ce sont les dernières versions qui correspondent à la réintégration du code de PIX/ASA 7.0 dans le FWSM.